# Itapaci (ort)
Itapaci är en ort i Brasilien.   Den ligger i kommunen Itapaci och delstaten Goiás, i den centrala delen av landet, 200 km nordväst om huvudstaden Brasília. Itapaci ligger 555 meter över havet och antalet invånare är 16 117.
Terrängen runt Itapaci är platt österut, men västerut är den kuperad.
Omgivningarna runt Itapaci är huvudsakligen savann. Runt Itapaci är det ganska glesbefolkat, med 21 invånare per kvadratkilometer.